# 大門宿

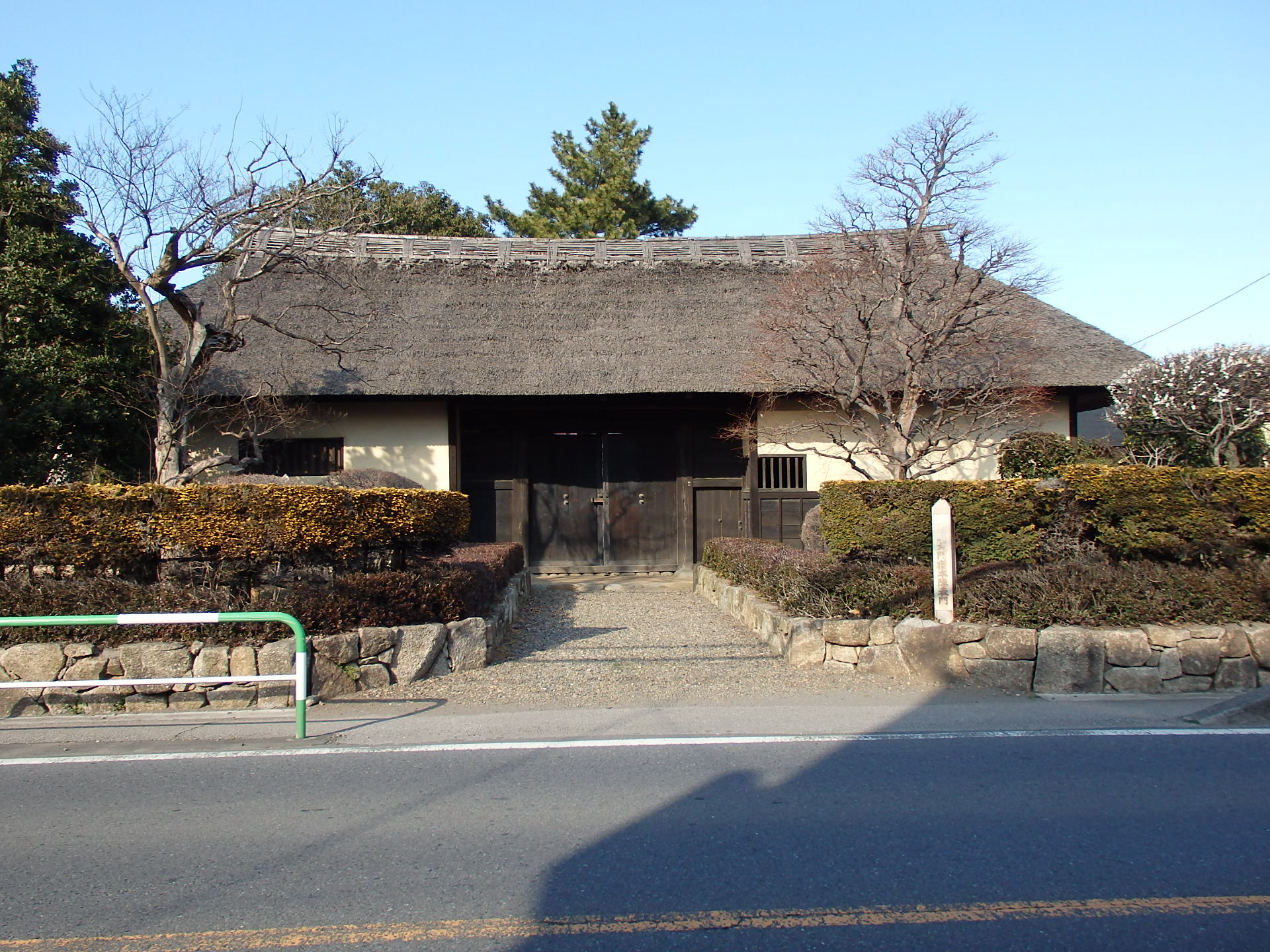
大門宿本陣表門

大門宿（だいもんじゅく）は、江戸時代に整備された日光御成道の宿場町。現在の埼玉県さいたま市緑区大門に位置する。

## 背景
大門宿は、当初、鎌倉街道中道（かまくらかいどうなかつみち）に沿ってできた集落で、中世には市が開かれた。中世の幹線で奥州街道（おうしゅうかいどう）、奥大道（おくだいどう）などとも呼ばれていた。戦国時代の末には人馬の継立など、宿場として機能していったという。

## 沿革

### 日光御成道の整備
「日光御成道」は江戸時代に幕府により整備された街道の一つ。「日光御成街道」とも呼ばれている。道筋は本郷追分から大門宿や岩槻宿などを通り幸手宿の手前で日光道中（日光街道）に合流している。江戸時代初期には、岩槻を通ることから「日光道中岩槻通り」、「岩槻道」などと呼ばれていたという。

「日光御成道」と呼称されるのは、徳川家康が日光に祀られ、歴代の将軍が社参の際にこの道を使うようになったためという。初めての社参は元和3年（1617年）という。「日光御成道」は、五街道同様幕府の管理となり、道中奉行の管轄であった。しかし、「日光御成道」が公式文書にみられるのは、天明5年（1785年）以降であった。

### 大門宿の成立
正式に日光御成道の宿場町となった時期ははっきりしていない。寛文6年（1666年）には隣接する鳩ヶ谷宿・岩槻宿までの公定運賃の記録が残されているという。また、天和2年（1682年）「御成道の宿場に組入れられ、駄賃高札が交付」された。
大門村は、元禄10年（1697年）「岩槻城主松平伊賀守忠周が、但馬国出石に転封になったとき岩槻藩領から幕府領に変わり、同時に大門宿と改められた」という。
大門宿は元禄13年（1700年）「岩槻藩領から幕府領に編成替えとなった際宿場に認定され」時、会田平左衛門が本陣・問屋を任ぜられた。

### 大門宿の規模
大門宿は、日光御成街道の起点の本郷追分から岩淵宿、川口宿（岩淵宿・川口宿は合宿として一つに数える）、鳩ヶ谷宿と北上して3番目江戸から6里19町（約26㎞）の宿場町である。

『日光御成道宿村大概帳』によると、大門宿は天保14年（1843年に、1137石高、街並７町23間、本陣1軒・脇本陣1軒、旅籠6軒、問屋場1ヶ所、戸数180軒、人口896人であったという。

## 現代
大門宿本陣は江戸時代1694年に建造され、母屋は昭和35年に消失しているが、表門は1966年埼玉県指定史跡(埼文指第216号)となった。また1775年に建造された脇本陣表門が、旧浦和市(現・さいたま市)より市指定有形文化財に指定された。
大門宿のエリアは明治の大合併により大門村となり、昭和の大合併では周辺と合併し美園村になった。その後浦和市に編入され、平成の大合併を経てさいたま市緑区に属するようになった。さいたま市の副都心として浦和美園地区の区画整理や拠点整備が進み（みそのウイングシティ）、町の中心は大門エリアから徐々に浦和美園駅周辺に移りつつある。また昭和初期に短期間だけ営業していた武州鉄道の駅として武州大門駅があった。

次の宿場は岩槻宿で、岩槻城下が広がっていた。埼玉高速鉄道が似たようなルートをたどっている。
日光社参を再現した「日光御成街道 美園 大門宿まつり」が開催されている。

## 旧跡・史跡
1694年創建の本陣表門（北緯35度53分5.9秒 東経139度43分44.7秒 / 北緯35.884972度 東経139.729083度）と1775年創建の脇本陣表門（北緯35度53分6.2秒 東経139度43分40.6秒 / 北緯35.885056度 東経139.727944度）が建造された当時のまま現存している。
本陣は県指定史跡、脇本陣は市指定有形文化財となっている。

## 交通
隣の宿場町
- 日光御成街道

鳩ヶ谷宿 - 大門宿 - 岩槻宿